# 콜론나 (로마)

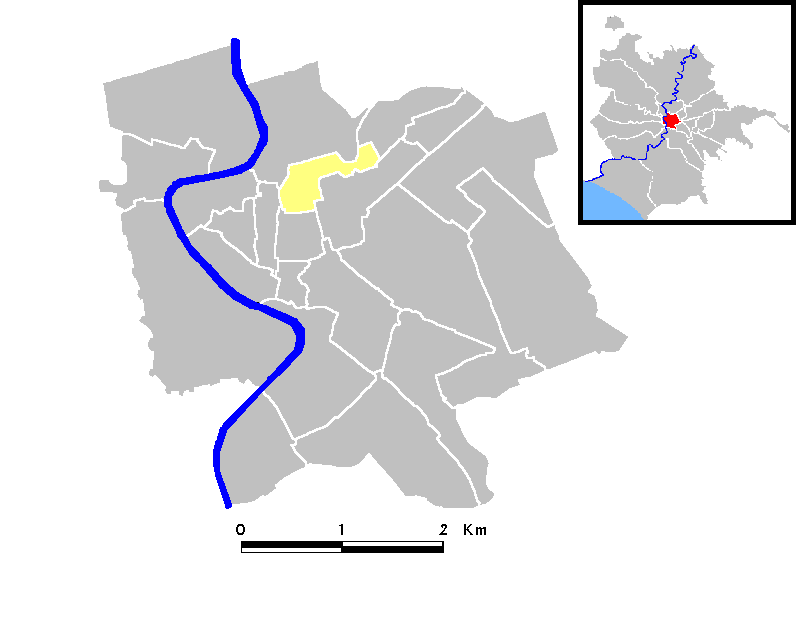
콜론나의 위치

콜론나(이탈리아어: Colonna)는 이탈리아 로마의 리오네다. R. III라고 표기되며, 로마 1구에 속한다.